# Marca víndica

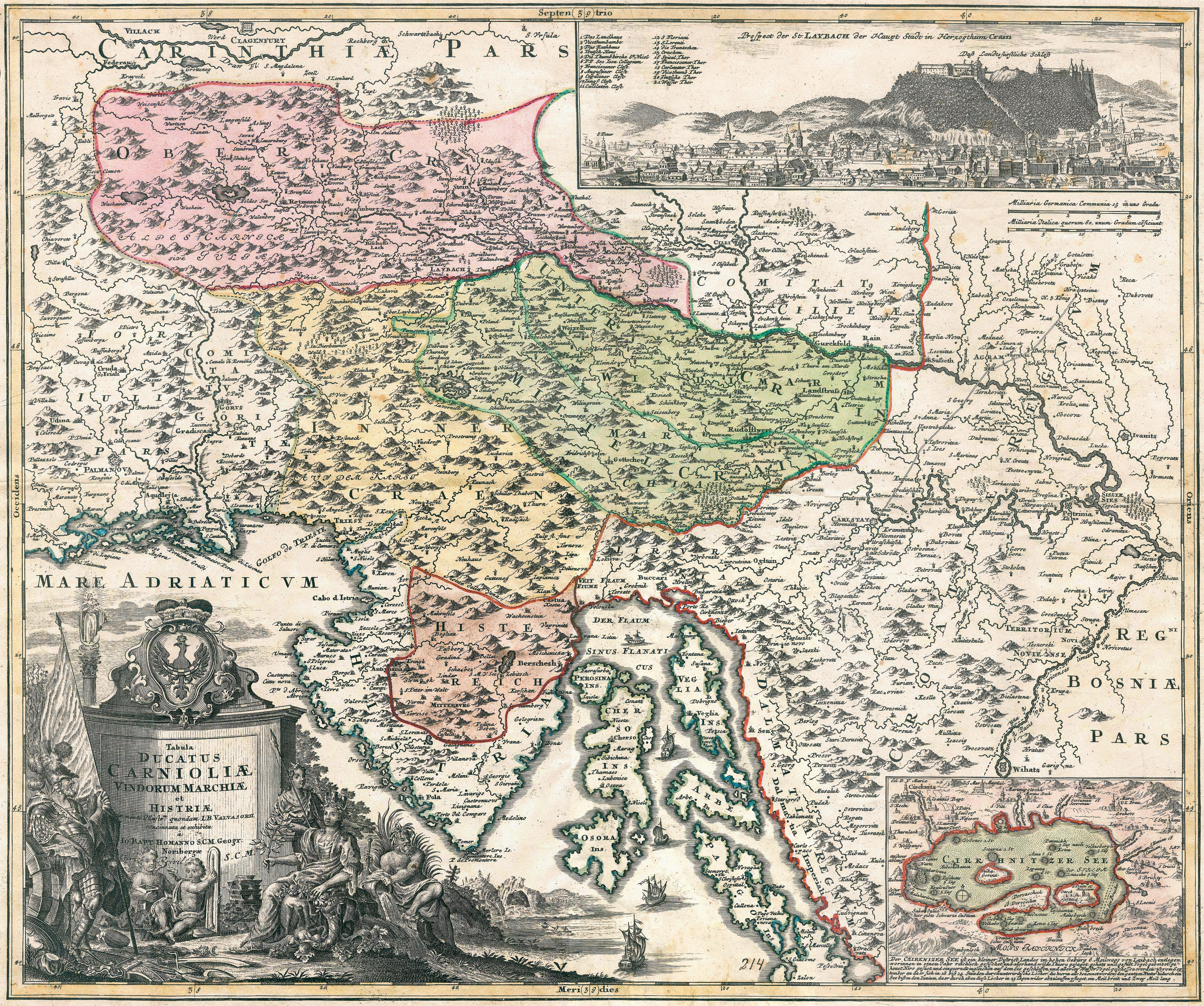
"Mapa del Ducado de Carniola, Marca Víndica e y Istria", por Johann Homann (1663-1724), sobre Johann Weikhard von Valvasor (1641-1693): Carniola Inferior y la Marca Víndica en verde

Armas de la Marca Víndica, presentando un tradicional sombrero esloveno

La Marca Víndica (en alemán: Windische Mark; también conocida como Wendish March) fue una marca fronteriza medieval del Sacro Imperio Romano, que correspondía aproximadamente con la región de Baja Carniola (Dolenjska) en la actual Eslovenia. En la historiografía eslovena, es conocida como Marca eslovena (en esloveno: Slovenska marka o Slovenska krajina).

## Etimología
El nombre Víndico deriva de los Wendos (en alemán: Wenden), el nombre dado a los eslavos occidentales asentados en la zona de la Germania Slavica. El término alemán medieval Windisch se refiere a la lengua eslovena; no debe ser confundido con Wendische, el término empleado para la población sorabo-parlante de Lusacia. En los siglos VI y VII, el término Windische fue utilizado por los colonos bávaros para referirse a la población eslava del Principado de Carantania en los Alpes Orientales, que recibieron el nombre de Veneti en fuentes latinas después por las antiguas tribus Vénetas del Adriático. El término geográfico medieval windisches Land se refiere exclusivamente a la región croata de Eslavonia. En este uso, la marca se define como una frontera o área de frontera entre dos países o territorios.
 

## Historia

### Primeras menciones
La Crónica de Fredegario menciona "Sclavos coinomento Winedorum" en 623. La unión tribal de Samo incluía la Marca Víndica (Marca Vinedorum) del duque Valuk (Wallucus Dux), localizada en los Alpes Orientales, en 631.

### SiglosVIII-X
El territorio de la marca Víndica estaba incluido en la Marca de Carniola durante la época Carolingia, pero con Otón I de Alemania fue separada de la Alta Carniola (Gorenjska) en 960 e integrada en la Marca de Savinja (o Soune). En 976 pasó a depender del recién fundado Ducado de Carintia.

### SiglosXI-XII
Después de que el Margrave William de Soune fuera asesinado por el depuesto duque carintio Adalberón en 1036, la marca víndica fue separada de Carintia e incluida en la recién creada Marca de Carniola, que en ocasiones se menciona como "Marca de Carniola y de los Wendos". En 1077 Enrique IV de Alemania puso Carniola y la Marca Víndica bajo la dirección del Patriarca de Aquileia. Entre 1127 y 1131 el territorio margravial fue expandido a través de varios campañas por los condes de Weichselburg (o Weichselberg, moderna Višnja Gora) a costa del territorio unificado de Croacia y Hungría. Respaldados por el Arzobispo de Salzburg, conquistaron el territorio alrededor de Metlika hasta el río Kolpa en el sureste, posteriormente la región de Carniola Blanca (Bela krajina).

### SigloXIII
Hasta 1209 los Condes de Weichselburg poseyeron extensas posesiones en la marca Víndica. A través de matrimonio con la última heredera de la casa de Weichselburg, Sophia, los Condes de Andechs, entonces en la cumbre de su poder como Margraves de Istria y Duques de Merania llegaron a gobernar el territorio. Fue parte de la dote de Agnes de Merania, hija del duque Otón I de Andechs-Merania, por su matrimonio con Federico II de Austria, hijo del duque Leopoldo VI de Austria, en 1229. Federico II se autotituló después dominus Carniole (Señor de Carniola) y sucedió a su padre como duque de Austria y Estiria al año siguiente.
En 1248 el título recayó en el duque Ulrico III de Carintia, que había contraído matrimonio con Agnes de Merania después de la muerte de Federico en 1246. Cuando Ulrich murió en 1269, el rey Otakar II de Bohemia ocupó y unificó Carniola, la Marca Víndica, el valle del Savinja, y Slovenj Gradec como "la marca" de su vasto reino que se extendía del Báltico al Adriático. Después de 1282, pese a la donación de Rodolfo I a sus hijos, Carniola y la marca Víndica fueron unidas bajo el control del duque Meinhard de Carinthia. Durante este periodo, la entidad fue conocida como el Condado de la Marca y Möttlig (Metlika). Después de 1374, la marca víndica pasó a manos de la Casa de Habsburgo. Los Habsburgo la cedieron pronto a los Condes de Cilli que gobernaron de facto el territorio hasta su extinción en 1456. Los Habsburgo recuperaron el control de la Marca junto al del resto de posesiones de los Cilli en el Sacro Imperio Romano. Lo reunificaron inmediatamente con Carniola, y la marca Víndica dejó de existir como entidad política separada.
La cabeza de la Casa de Habsburgo continuó llevando el título de "Lord de la Marca Víndica" en el Gran título de Emperador de Austria.